# Светски ционистички конгрес
Ционистички конгрес основан је 1897. године од стране Теодора Херцла као врховног органа Ционистичке организације (ЦО) и њене законодавне власти. Године 1960. конгрес је променио његов назив на Светски ционистички конгрес (транслит.) и организација је променила њен назив на „Светска ционистичка организација“ (СЦО). Светска ционистичка организација бира службенике и одлучује о политици СЦО и Јеврејске агенције, укључујући „утврђивање расподеле средстава“. Први ционистички конгрес био је одржан у Базелу 1897. године. Сваки пунолетан Јевреј који је члан ционистичке организације има право гласа и број изабраних делегата у конгресу је 500. 38% делегата су из Израела, 29% из САД, и 33% из осталих држава. Поред тога, има око 100 делегата које именују остале ционистичке организације.
После Првог ционистичког конгреса 1897. године, Ционистички конгрес одржаван је сваке године до 1901. и онда сваке друге године од 1903. до 1913. и 1921. до 1939. године. До 1946. године, конгрес је био одржаван сваке друге године у разним европским градовима, осим прекида током светских ратова. Њихов циљ је био да изграде инфраструктуру за унапређење јеврејског насељавања у Палестини. Од Другог светског рата састанци су се одржавали отприлике сваке четири године. Такође, од стварања Израела, конгрес се састаје сваке четири или пет година у Јерусалиму.
38. светски ционистички конгрес одржан је 2020.

## Репрезентативци у Светском ционистичком конгресу
Светски ционистички конгред укључује репрезентативце ционистичких светских савеза, женске ционистичке организације са посебним статусом и међународне јеврејске организације.

### Ционистички светски савези
Ционистички учесници у Светском ционистичком конгресу су слободни да формирају Брит Оламит или Ционистички светски савези (идеолошке групације), које су донекле као политичка странка. Док израелске политичке странке могу учествовати у конгресу, брицови (номинатив: бриц) су исто организовани и изабрани у конгресу од стране неизраелаца, чинећи конгрес мултинационалним саветодавним телом за јеврејску дијаспору. Међутим, како је алија довела Јевреје у Израел из других земаља, заступљеност Израела у законодавном телу повећана је на рачун заступљености неизраелске јеврејске дијаспоре. Брит Оламит (Светски савез) мора имати репрезентацију у барем пет држава да би могла бити слата делегација у конгресу.
Тренутно има шест светска ционистичка савеза (са потпуно право гласа):
- Светски ционистички савез: Раднички ционистички покрет – Арзену – Светски савез Мереца
- Уједињена факција: Кадима –ХаНоар ХаЦиони – Мерказ Олами
- Мизрахи/Ихуд Ле’Уми/Херут/Јисраел Бејтену/Моледет/Ткума
- Ликуд/Шас
- Хадасах/Светска конфедерација уједињених циониста
- Цви Ависар – ционистички покрет

### Израелски репрезентативци
Од стварања Државе Израел не одржавају се избори за израелске делегате на Светском ционистичком конгресу. Уместо тога, сматра се да избори за Кнесет, израелски парламент, испуњавају ову функцију, а ционистичке партије заступљене у Кнесету расподељују се одређеним бројем делегата Конгреса пропорционално њиховој снази у Кнесету. Касни левичарски вођа Шуламит Алони је у више наврата критиковао ову праксу: 
Многи израелски грађани не знају или се не брину да када изађу на изборима такође гласају за делегати у Светском ционистичком конгресу. […] Ако је за ционистички покрет било потребно да у Израелу ради оно што ради у другим земљама - т.ј., регрутовати чланове који плаћају и натерати ове чланове да одрже посебне изборе за Светски ционистички конгрес - можда би се открио срамотно мали број посвећених циониста у Израелу.— Говор Шуламита Алонија на митингу Мереца у Тел Авиву, 24. марта 1997.

### Ционистичке организације са посебним статусом
Две женске организације имају посебан статус у ционистичкој организацији и имају пуна права гласа:
- Женска међународна ционистичка оргамизација – међународно, нестраначко ционистичко тело, које добија глобално представљање на основу споразума склопљеног 1964. године.
- Хадасах – добио је посебан статус одлуком Генералног савета циониста 1994.

### Међународне јеврејске организације
Међународне јеврејске организације су такође биле заступљене у Ционистичком конгресу од 1972. године, под условом да прихвате Јерусалимски програм, чак и ако нису сви њихови чланови проглашени ционистима. Ова тела имају ограничено право гласа и не гласају о питањима кандидатуре и избора у институције СЦО.
Међународне јеврејске организације (ограничено право гласа):
- Б’неј Б’рит
- Светски савез „Макаби“
- На’амат
- Женска међународна ционистичка организација
- Женски савет конзервативних мазортијских синагога
- Светски емунах
- Светска организација ортодоксних синагога & заједница у Израелу и дијаспори
- Америчка сефардијска федерација
- Светски савез за прогресивни јудаизам
- Светски савез јеврејских студената
- Ционистички савет у Израелу

### Остали учесници у конгресу (саветници, посматрачи)
Поред делегата са пуним правом гласа који учествују на конгресу, постоје и учесници у саветодавном својству који могу учествовати у дебатама, али немају право гласа. Они се могу састојати од носилаца функција као што су чланови ционистичке извршне власти, чланови Генералног савета циониста који нису изабрани за делегате у Конгресу, председници ционистичких федерација, носиоци правосудних функција - председник ционистичког Врховног суда, адвокат, контролора и представника Алија покрета. Посматрачи без права гласа могу бити позвани од стране Ционистичке извршне власти или Президијума Конгреса.

### Бивши учесници
- Ајцим

## Ток конгреса
Ционистички конгрес води Президијум Конгреса. Конгресне расправе су подељене у пет фаза:
- Отварање конгреса, укључујући говор председника извршне власти, и друге говоре утврђене дневним редом, избор Президијума конгреса, извештај председника ционистичког Врховног суда о резултатима избора, извештаје чланова ционистичке извршне власти у допуни штампаног извештаја, избор конгресних комитета.
- Избори новог Извршног одбора, на предлог Сталног комитета Конгреса.
- Састанци комитета.
- Извештаји одбора и гласање о нацртима одлука које су они представили. Извештај Сталног комитета и гласање о његовим предлозима за чланове Генералног ционистичког савета, контролора и правних институција.
- Церемонија затварања конгреса.

## Историја
Ционистички конгрес (касније са префиксом Светски), био је одржан у интервалима сваке године (1897–1901), па онда сваке друге године (1903–1939) до почетка Другог светског рата, са осмогодишњу паузу (1913–1921) због Првог светског рата.
| Редни број | Име                                        | Град         | Држава               | Година |
| ---------- | ------------------------------------------ | ------------ | -------------------- | ------ |
| 1.         | Први ционистички конгрес                   | Базел        | Швајцарска           | 1897.  |
| 2.         | Други ционистички конгрес                  | Базел        | Швајцарска           | 1898.  |
| 3.         | Трећи ционистички конгрес                  | Базел        | Швајцарска           | 1899.  |
| 4.         | Четврти ционистички конгрес                | Лондон       | Уједињено Краљевство | 1900.  |
| 5.         | Пети ционистички конгрес                   | Базел        | Швајцарска           | 1901.  |
| 6.         | Шести ционистички конгрес                  | Базел        | Швајцарска           | 1903.  |
| 7.         | Седми ционистички конгрес                  | Базел        | Швајцарска           | 1905.  |
| 8.         | Осми ционистички конгрес                   | Хаг          | Холандија            | 1907.  |
| 9.         | Девети ционистички конгрес                 | Хамбург      | Немачко царство      | 1909.  |
| 10.        | Десети ционистички конгрес                 | Базел        | Швајцарска           | 1911.  |
| 11.        | Једанаести ционистички конгрес             | Беч          | Аустроугарска        | 1913.  |
| 12.        | Дванаести ционистички конгрес              | Карлове Вари | Чехословачка         | 1921.  |
| 13.        | Тринаести ционистички конгрес              | Карлове Вари | Чехословачка         | 1923.  |
| 14.        | Четрнаести ционистички конгрес             | Беч          | Аустрија             | 1925.  |
| 15.        | Петнаести ционистички конгрес              | Базел        | Швајцарска           | 1927.  |
| 16.        | Шеснаести ционистички конгрес              | Цирих        | Швајцарска           | 1929.  |
| 17.        | Седамнаести ционистички конгрес            | Базел        | Швајцарска           | 1931.  |
| 18.        | Осамнаести ционистички конгрес             | Праг         | Чехословачка         | 1933.  |
| 19.        | Деветнаести ционистички конгрес            | Луцерн       | Швајцарска           | 1935.  |
| 20.        | Двадесети ционистички конгрес              | Цирих        | Швајцарска           | 1937.  |
| 21.        | Двадесет први ционистички конгрес          | Женева       | Швајцарска           | 1939.  |
| 22.        | Двадесет други ционистички конгрес         | Јерусалим    | Израел               | 2010.  |
| 37.        | Тридесет седми Светски ционистички конгрес | Јерусалим    | Израел               | 2015.  |
| 38.        | Тридесет осми Светски ционистички конгрес  | Јерусалим    | Израел               | 2020.  |

### Важни тренуци
- Први ционистички конгрес, одржан је 1897. у Базелу у Швајцарској, а председавајући је био Теодор Херцл. Конгресу је присуствовало око 200 учесника који су формулисали ционистичку платформу, познату као „Базелски програм“, и основали Ционистичку организацију (ЦО). За разлику од старијег покрета Хибат Цион, ЦО је заузео јасан став у корист политичког ционизма, наводећи у свом програму да:

„Ционизам настоји да успостави дом у Палестини за јеврејски народ, обезбеђен по јавном закону.“
Херцл је написао у свом дневнику,
„Када бих сажео Базелски конгрес у једну реч – коју ћу се чувати да не изговарам јавно – то би било следеће: У Базелу сам основао јеврејску државу.“
- Двадесет трећи ционистички конгрес, одржан 1951. године у Јерусалиму, био је први који је одржан након успостављања Државе Израел, и први одржан у Јерусалиму, што ће постати норма. Отворен је на гробу Теодора Херцла, чији су посмртни остаци премештени из Беча и поново сахрањени на врху брда у Јерусалиму које је преименовано по њему Гора Херцл. Конгрес је издао „Јерусалимски програм“, стављајући свој главни фокус на новостворену државу као централни елемент уједињења јеврејског народа.[11]
- Рут Попкин је била прва жена која је била председавајућа председништва и председница Светског ционистичког конгреса, а изабрана је на обе функције 1987.[35]